# Mitau
Pour les articles homonymes, voir Mittau (homonymie).
Le Mitau (Mitao en gallo), orthographié également Mitaud, est un pays traditionnel de Bretagne situé dans l'est du Morbihan sur la rive gauche de la Vilaine, ethnologiquement rattaché au Pays nantais.
Il couvrirait le territoire du pays de Guérande rattaché au département du Morbihan en 1789, à savoir les communes de :
- La Roche-Bernard,
- Nivillac,
- Saint-Dolay,
- Théhillac.

Le nom de « Mitau » viendrait[Quoi ?] d'une contraction de « milieu de eaux », puisque la contrée se trouve entre la Vilaine et les marais de Brière. Son étymologie laisse penser à mitoyen[Interprétation personnelle ?], le pays Mitau étant une zone de transition entre la Basse-Bretagne et la Haute-Bretagne. 